# Corydoras revelatus
Corydoras revelatus es una especie extinta de pez del género Corydoras, de la familia Callichthyidae del orden Siluriformes.  Fue exhumada como fósil en sedimentos del  Paleoceno tardío. Habitó en las aguas dulces del centro-oeste de América del Sur.

## Taxonomía
Esta especie fue descrita originalmente en el año 1925 por el científico T. D. A. Cockerell.
Es una especie extinta de calíctrido conocido por un solo espécimen encontrado en estratos del Paleoceno tardío de la formación Maíz Gordo, en la provincia de Salta, en el noroeste de la Argentina. Según la datación cronológica de estos estratos, el espécimen fósil posee una edad aproximada de entre 58,2 a 58,5 Ma.
En comparación con las especies modernas del género, C. revelatus tiene una cabeza corta y relativamente redondeada, y ojos implantados de manera baja. Si bien la posición de la especie dentro del género Corydoras es provisional y aún falta definir, su anatomía confirma que es un miembro de la subfamilia, Corydoradinae, y demuestra que ya había diversificación de calíctridos antes del final del Paleoceno.

### Etimología
La etimología de su denominación científica es la siguiente:
Corydoras viene del griego,donde kóry es 'yelmo', 'coraza', 'casco', y doras es 'piel'. Esto se justifica en la carencia de escamas y la presencia de escudos óseos a lo largo del cuerpo.